# Élodie
Élodie oder Elodie (IPA: [e.lɔ.di]) ist ein französischer weiblicher Vorname.

## Herkunft und Bedeutung
Élodie/Elodie ist eine Variante des Namens Elodia, der sich vom Namen Alodia ableitet.
Die genaue Bedeutung des Namens Alodia ist nicht gesichert. Folgende Theorien existieren:
- Heilige Alodia von Spanien (9. Jh.), Märtyrerin, siehe dazu Nunilo und Alodia

- Zusammensetzung aus den germanischen Elementen alja „anders“, „fremd“ und aud „Reichtum“, „Wohlstand“, „Besitz“[4][5][6]

- aus dem Altfränkischen allōd. Dabei leitet sich aus der Silbe „all“ die Bedeutung „Die Vollkommene“ ab, aus der Silbe „od“ die Bedeutung „die Reiche“. Das mittellateinische Wort „allodium“ bezeichnet ein Gut/Besitz und damit das Gegenteil zu einem Lehen.[7][5][8]

- Zusammensetzung aus den germanischen Elementen ala „alle“, „ganz“, „erwachsen“ und aud „Reichtum“, „Wohlstand“, „Besitz“[5]

Der Vorname Elodie kann Etymologisch auch auf die Zusammensetzung aus Althebräisch El (Gott) und dem lateinischen Wort altgriechischen Ursprungs Ode, was Lied/Gesang bedeutet, zurückgeführt werden, bedeutet also Lied/Gesang Gottes sowie Lied/Gesang für Gott. 
Wird der Vorname Elodie kombiniert aus dem althebräischen El (Gott) und dem oben angeführten, altfränkischen Allod abgeleitet, bedeutet Elodie „Gott ist die Vollkommenheit“ und „Gott ist die Fülle“.
Eine andere Fundstelle gibt für den Namen Elodie die griechische Bedeutung „Feldblume“ an.
Eine weitere Quelle führt für den Vornamen Elodie die altfranzösische Bedeutung „Sieg/Kampf“ an.

## Verbreitung
Der Name Élodie ist vor allem in Frankreich, Belgien, der Schweiz und Luxemburg verbreitet. In Deutschland wurde der Name zwischen 2010 und 2023 nur rund 600 Mal vergeben.

## Varianten
- spanisch: Elodia
- altdeutsch: Alodia
- weitere Varianten: Helody, Alodie, Alodis, Alodi, Aliod, Elodi, Élody, Iludy, Élodye

## Namenstag
Der Namenstag von Élodie wird in Frankreich am 22. Oktober gefeiert.

## Namensträgerinnen
- Élodie Bollée (* 1984), französische Schauspielerin
- Élodie Bouchez (* 1973), französische Schauspielerin
- Élodie Clouvel (* 1989), französische Pentathletin
- Elodie Di Patrizi (* 1990), italienische Popsängerin, siehe Elodie (Sängerin)
- Elodie Eymard (* 1980), französische Badmintonspielerin
- Élodie Fontan (* 1987), französische Schauspielerin
- Élodie Frenck (* 1975), französisch-schweizerische Schauspielerin
- Élodie Frégé (* 1982), französische Sängerin
- Élodie Legros (* 1977), französische Sängerin und Komponistin, siehe Skye (Sängerin)
- Elodie Li Yuk Lo (* 1982), mauritische Beachvolleyballspielerin
- Elodie Mansuy (* 1968), französische Badmintonspielerin
- Élodie Navarre (* 1979), französische Schauspielerin
- Élodie Ouédraogo (* 1981), belgische Sprinterin burkinischer Abstammung
- Élodie Ramos (* 1983), französische Fußballspielerin
- Élodie Thomis (* 1986), französische Fußballspielerin
- Élodie Woock (* 1976), französische Fußballspielerin und -trainerin
- Élodie Yung (* 1981), französische Schauspielerin
- Elodie Lawton, britische Schriftstellerin
- Elodie Lauten, französische Komponistin
- Elodie Vanda Frege (* 1982), französische Sängerin

## Wissenschaft und Kultur
- ÉLODIE, ein Spektrograph zur Entdeckung von Exoplaneten
- Mélodie pour Elodie, ein Lied von Michel Sardou
- Elodie, ein Song von Ten Fé.
- Élodie d’Avray, eine Comicserie von Charles Jarry für das Journal de Tintin
- Elodie, Figur aus der „Meeres“-Romantrilogie
- Elodie Luria, Figur aus der Romanreihe „Schattenkinder“